# Фомин, Пётр Иванович (физик)
Пётр Иванович Фомин (укр. Петро Іванович Фомін; 20 июня 1930, с. Жихарево, Центрально-Чернозёмная область (теперь в Орловской области) — 5 октября 2011) — советский физик-теоретик в области астрофизики, квантовой теории поля и физики элементарных частиц; профессор, доктор физико-математических наук, член-корреспондент НАН Украины, Заслуженный деятель науки Украины, лауреат Государственной премии Украины в области науки и техники и премии им. М. П. Барабашова НАН Украины, главный научный сотрудник отдела астрофизики и элементарных частиц Института теоретической физики. М. М. Боголюбова НАН Украины.

## Биография
Окончил Харьковский государственный университет в 1953 году. Поступил в аспирантуру этого же университета, где работал под научным руководством всемирно известного физика-теоретика академика Александра Ильича Ахиезера.
С 1957 года работал в Харьковском физико-техническом институте, где защитил кандидатскую и докторскую диссертации. С 1972 года работал в Институте теоретической физики в Киеве.
В 1990 году избран членом-корреспондентом НАН Украины. Президент Украинского гравитационного общества, главный редактор «Вестника астрономической школы».

## Научная деятельность
Основные направления исследований:
- квантовая космология,
- релятивистская астрофизика,
- теория элементарных частиц,
- структура физического вакуума и проявлений его свойств в различных физических процессах.

Подготовил пять докторов и 16 кандидатов наук. Автор более 170 научных трудов.